# Сасик (Кундук)
Сасик, або Кундук (рум. Limanul Sasic, Conduc, тур. Sasık Gölü, Kunduk Gölü) — лиман на території Ізмаїльського та Білгород-Дністровського районів Одеської області на північно-західному узбережжі Чорного моря, поблизу гирла Дунаю; площа — 215 км², глибина — до 3,3 м, природний рівень Сасика на 0,3 м нижчий від рівня моря. Лиман видовжений на 35 км від моря при максимальній ширині 11 км.

## Історія лиману

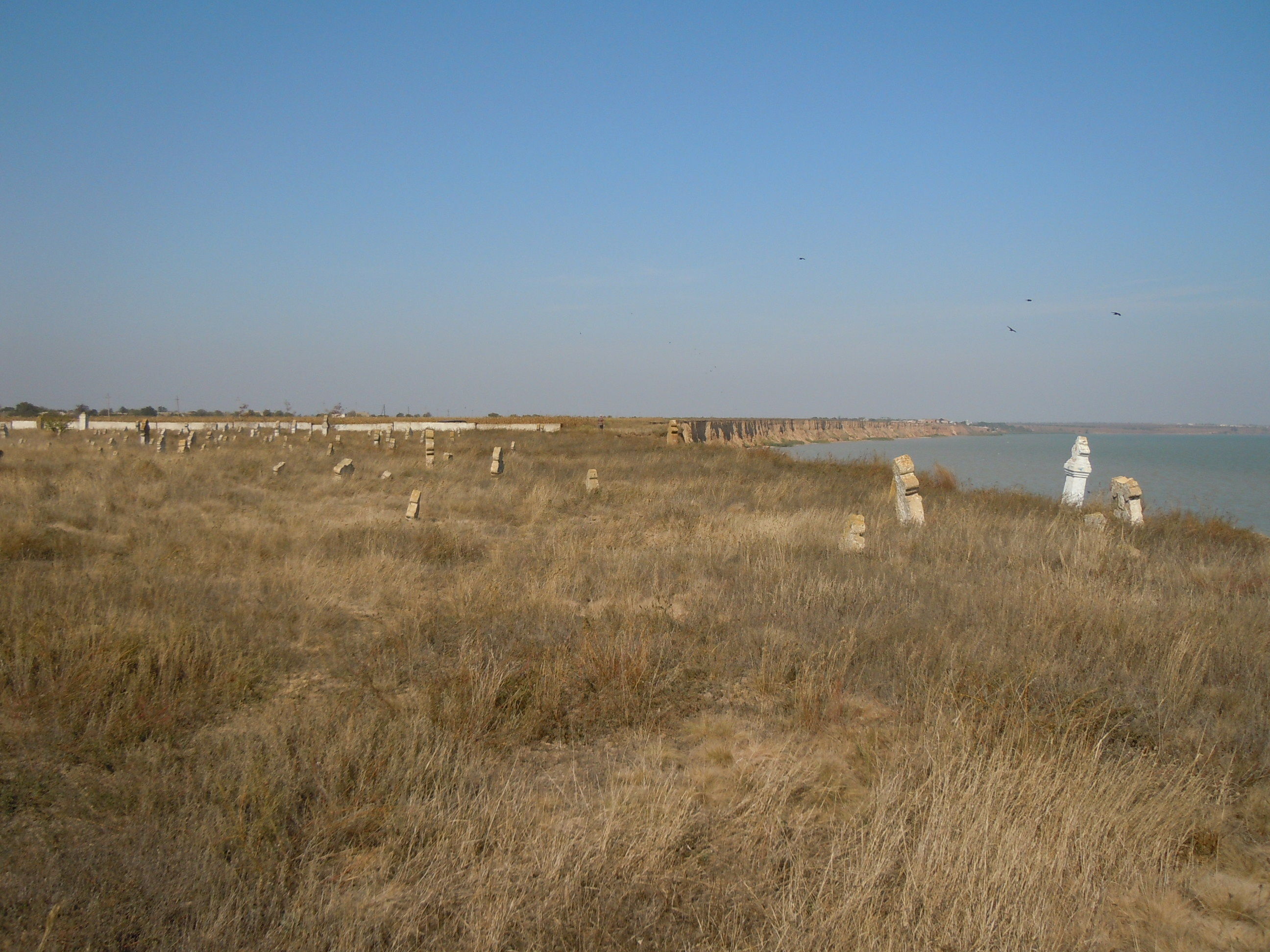
Береги у верхній частині лиману, район села Глибоке

До 1978 року складався з двох частин: північної солонуватоводної (розпрісненої), в яку з півночі впадають річки Когильник та Сарата, а також південної (солоної). Від моря відокремлювався вузьким (до 0,5 км) піщаним пересипом, сполучався з ним протокою. У деякі роки протоку замивало, і лиман ставав на два та більше років безстічним, що призводило до його швидкого засолення. Найдовший період відокремлення від моря спостерігався в 1872–1879 рр., наприкінці якого Сасик майже висох.
У 1978 році в рамках побудови першої черги Дунай-Дніпровської зрошувальної системи лиман Сасик було відокремлено від моря шляхом розширення пересипу та укріплення його бетонними елементами, а сам лиман було поєднано з Дунаєм шлюзованим каналом та обладнано системою шлюзів — водоскидів. Після чого почалось розпріснення водойми за допомогою багаторазового промивання прісною водою з Дунаю для вимивання солей з донного мулу.
У 2024 році, Господарський суд Одеської області задовольнив позов Одеської обласної прокуратури про повернення державі найбільшого штучного озера в Україні – озера Сасик (Кундук) площею 20 000 га, розташованого на території Білгород-Дністровського та Ізмаїльського районів Одеської області.

## Наслідки розпріснення

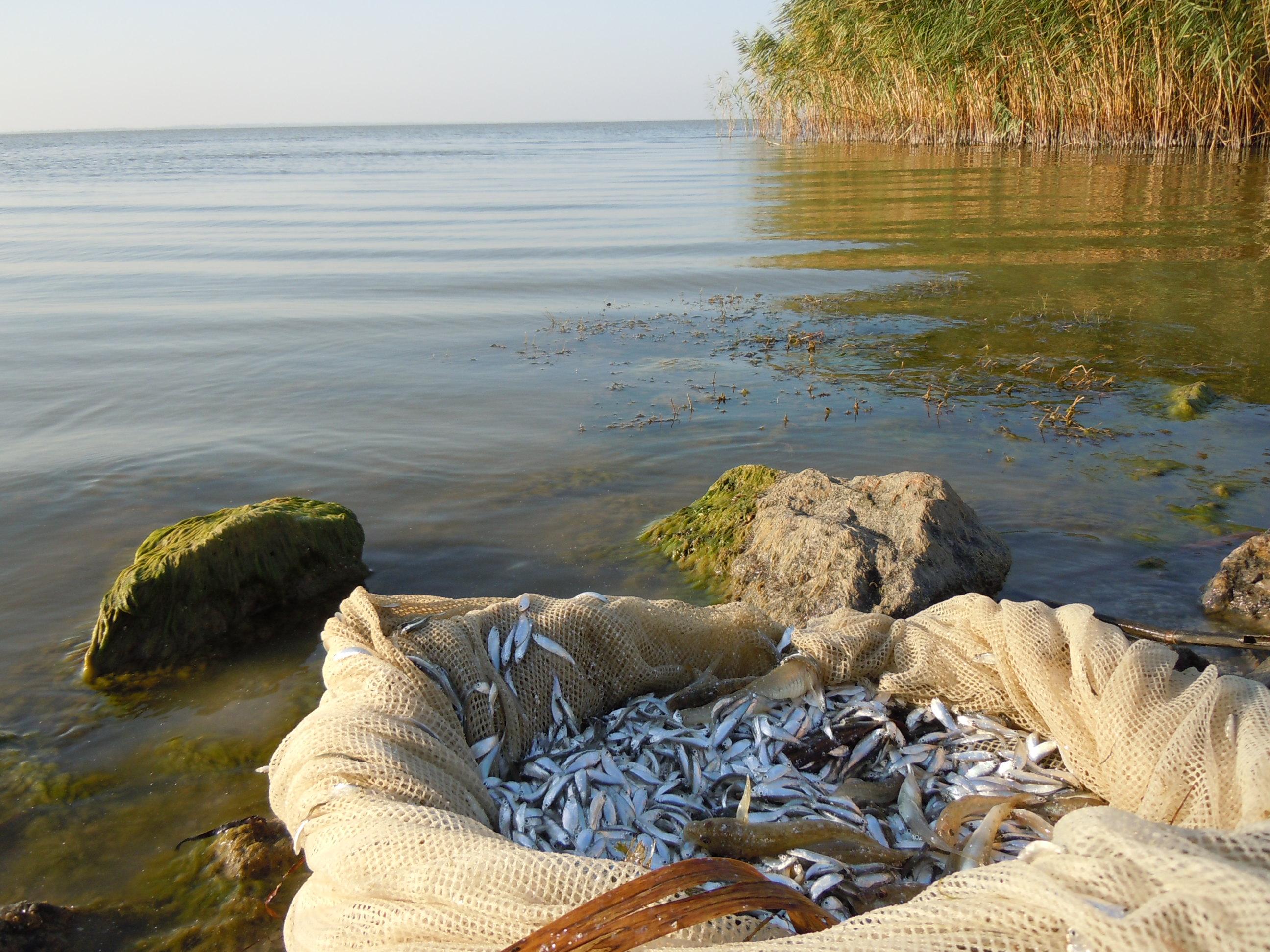
Вилов риби в приморській частині лиману, в районі дамби

Незважаючи на докладені зусилля, водойма так і не набула повністю прісноводного характеру (оскільки запаси солі в донних відкладеннях виявилися набагато більшими за прогнозовані), тому обсяги вилову риби не досягли запланованих у проєкті опріснення значень. Окрім того, після опріснення раз на кілька років у лимані відбувається цвітіння води (вибухоподібне розмноження одноклітинних водоростей), що призводить до задухи риби. Також, всупереч запланованому при будівництві, вода лиману так і не досягла ступеня опріснення, який робив би її придатною для зрошення навколишніх полів (особливо це стосується південної частини водойми).
Зважаючи на викладене, а також у зв'язку з припиненням будівництва Дунай-Дніпровської зрошувальної системи, було запропоновано кілька проєктів повернення лиману Сасик до природного стану, але вони не реалізовані.
Сольовий склад та мінералізація води. Щоб краще зрозуміти зміни, які відбулися в гідрохімічному плані в Сасику, необхідно пригадати мінералізацію й хімічний склад води за стану лиману зв'язаного з Чорним морем, тобто за період 1966—1970 рр. В той час загальна мінералізація води в лимані становила 11797-17390 мг/дм3, що майже в 10 раз перевищувала нинішній стан. У хімічному складі води значно переважали токсичні солі хлору та натрію (табл. 1).
Таблиця 1. Статистичні характеристики кількісної і якісної мінливості природної води лиману Сасик — с. Борисівка за 1966—1970 рр.
| Показники              | Середнє значення | Стандартна похибка | Стандартне відхилення | Мінімальне значення | Максимальне значення | Число варіант |
| СО3, мг/дм3            | 22,5             | 1,7                | 5,9                   | 13                  | 32                   | 20            |
| НСО3, мг/дм3           | 194,6            | 4,4                | 15,2                  | 180                 | 238                  | 20            |
| Cl, мг/дм3             | 7790,3           | 247,5              | 857,3                 | 6240                | 9410                 | 20            |
| SO4, мл/дм3            | 1364,4           | 84,1               | 291,5                 | 900                 | 1785                 | 20            |
| Ca, мг/дм3             | 224,1            | 3,7                | 12,8                  | 201                 | 245                  | 20            |
| Mg, мг/дм3             | 592,2            | 23,2               | 80,4                  | 429                 | 690                  | 20            |
| Na, мг/дм3             | 4313             | 172,8              | 598,5                 | 3022                | 5480                 | 20            |
| K, мг/дм3              | 181,4            | 3,0                | 10,4                  | 160                 | 200                  | 20            |
| Заг. мін., мг/дм3      | 14682,5          | 400,9              | 1388,9                | 11797               | 17390                | 20            |
| Жорсткість, мг-екв/дм3 | 59,9             | 2,0                | 6,9                   | 45,4                | 69,0                 | 20            |

Примітка: таблиця створена за даними[11]
Одним з важливих факторів, що обумовлюють екологічну ситуацію у водоймищі, є гідрологічний режим — інтенсивність водообміну (обсяги надходження вод р. Дунай, стік річок Когильник і Сарата, об'єми води на зрошення та скид у море). В цілому водойма є слабко проточною (річний коефіцієнт водообміну коливається у межах 1,5-2,5).
У період 1980 — перша  половина 1990-х років значні об'єми води з Сасику забирали на зрошення, у море скидали біля 600 млн м3 у рік, суттєво збільшилася сумарна річна витрата річок Когильник і Сарата (у середньому до 4.0 м3/с) у зв'язку зі стоком дренажних вод ДДЗС у ці річки. Коефіцієнт водообміну водосховища становив близько 2,24 рази на рік, тобто забезпечувалась відносно висока (для цієї водойми) проточність.
З другої половини 90-х років і по сьогоднішній день, Сасик характеризується уповільненим зовнішнім водообміном, зниженням об'ємів забору води на зрошення, відносним зменшенням відмітки рівня поверхні водосховища. До 2000 р. коливання рівня водної поверхні Сасику повторювало коливання рівня води в Дунаї, з меншою амплітудою. Починаючи з другої половини 2000 року рівень води в озері фактично підтримується на нульовій відмітці відносно Балтійської системи. Відносно стабільний рівень води суттєво зменшує підтоплення прилеглих територій і наближає обсяги надходження ґрунтових і підземних вод до величин, характерних для лиману, сприяє стабілізації сольового режиму оз. Сасик у межах 1,5-2,0 г/л [14].
На екологічній оцінці якості води Дунаю, яку використовують для наповнення озера-водосховища зупинятися не буду, бо матеріали опубліковані в першому випуску «Часопису картографії» за 2011 р. С.135-148[7].
В озеро Сасик впадають річки з високою мінералізацією води, ґрунтові води, що поповнюють річки в літній період мають також високий рівень мінералізації, а в жаркі літні місяці спостерігається ще й значне випарювання води з водної поверхні озера, що також впливає на підвищення рівня мінералізації води озера. Так, наприклад мінералізація води в р. Когильник в останні 30 років змінювалась від 1063 до 6336 мг/дм3, а концентрація токсичних іонів натрію, магнію, хлору та сульфатів відповідно досягала 1272, 370, 1400 та 2765 мг/дм3 (табл. 2). Тотожну за хімічним складом, але дещо вищу за мінералізацією воду приносить в озеро річка Сарата (до 9758 мг/дм3). Середній багаторічний стік води з басейну Когильника становить 44,5 млн м3, Сарати — 11,4 млн м3, що в сумі становить близько 11,2 % від нинішнього наповнення[9].
За даними Міжвідомчої комісії з встановлення режимів роботи Придунайських водосховищ у Сасику в 2010—2012 рр. підтримувався рівень до 0,2 мБС, що становить 496,5 млн м3 наповнення[14].
Самопливне поповнення оз. Сасик дунайською водою через канал Дунай — Сасик з одночасним скидом в море через шлюз-водоскид (в південно-східній частині озера) в 1986—1990 рр. становило 761 млн м3, в 2002—290, в 2003—147, 2009 р — 407, в 2010—375,5, в 2011 р. — 521,3 млн.м3[14].
За період спостережень 1986—2012 р. зміна хімічного складу води озера Сасик була наступною (за цей час було проаналізовано й оцінено 158 проб води в пункті спостережень с. Борисівка):
Таблиця 2. Хімічний склад води річок Когильник та Сарата
| Інгредієнти   | Уміст, мг/дм3 | Уміст, мг/дм3 | Уміст, мг/дм3 | Уміст, мг/дм3      | Уміст, мг/дм3         | Коефіцієнт варіації, % |
| Інгредієнти   | Мінімальний   | Максимальний  | Середній      | Стандартна похибка | Стандартне відхилення | Коефіцієнт варіації, % |
| р. Когильник  |               |               |               |                    |                       |                        |
| Ca2+          | 70,1          | 282,0         | 188,9         | 11,3               | 63,7                  | 22,9                   |
| Mg2+          | 59,8          | 370,0         | 198,8         | 17,2               | 97,6                  | 35,2                   |
| Na+           | 164,5         | 1272,0        | 597,0         | 54,5               | 308,5                 | 111,2                  |
| K+            | 4,6           | 27,5          | 14,0          | 1,11               | 5,91                  | 2,29                   |
| СО3"-         | 0             | 42,0          | 8,54          | 2,0                | 10,4                  | 4,12                   |
| НСО3-         | 147,3         | 570,0         | 383,8         | 18,36              | 103,8                 | 37,44                  |
| SO4-          | 247,7         | 2765,0        | 1281,59       | 133,72             | 756,44                | 272,73                 |
| Cl-           | 134           | 1400,0        | 670,84        | 50,4               | 285,1                 | 102,78                 |
| Мінералізація | 1062,8        | 6336,0        | 3328,21       | 256,5              | 1451                  | 523,1                  |
| рН, од.       | 7,2           | 8,8           | 8,17          | 0,09               | 0,47                  | 0,18                   |
| р. Сарата     |               |               |               |                    |                       |                        |
| Ca2+          | 61,5          | 424           | 198,8         | 19,2               | 113,3                 | 38,9                   |
| Mg2+          | 17,1          | 435           | 172,7         | 16,4               | 97,1                  | 33,3                   |
| Na+           | 104,2         | 2208          | 814,9         | 92,3               | 546,1                 | 187,6                  |
| K+            | 3             | 26            | 12,8          | 1,1                | 6,1                   | 2,25                   |
| СО32-         | 0             | 20,8          | 4,54          | 1                  | 6,1                   | 2,11                   |
| НСО3-         | 152,5         | 723           | 363,3         | 26,4               | 156,1                 | 53,6                   |
| SO42-         | 129,6         | 3560          | 1133,7        | 143,4              | 848,2                 | 291,4                  |
| Cl-           | 83,4          | 2400          | 1040,8        | 112                | 662,5                 | 227,5                  |
| Мінералізація | 643           | 9758          | 3727,3        | 372,9              | 2206                  | 757,8                  |
| рН, од.       | 7,25          | 8,8           | 8,17          | 0,08               | 0,41                  | 0,17                   |

Розподіл варіант у більшості варіаційних рядів хімічного складу природної води має близький до нормального логнормальний розподіл варіант і лише уміст кальцію — зрізаний від'ємний ексцесивний розподіл, коли в центрі не вершина, а впадина і варіаційна крива стає двохвершинною. Такий розподіл підтверджує той факт, що у вибірку потрапили представники декількох сукупностей з різними середніми для гідрокарбонатно-кальцієвого та хлоридно-натрієвогого складу.
Емпіричні криві розподілу вибіркової сукупності (за виключенням рН, калію й магнію) мають переважно позитивну помірну асиметрію.
З нормальним законом розподілу не зовсім узгоджуються вибірки значень рН, К+ і СО32-, де ексцес більший 3d. Ці вибірки близькі до логарифмічно нормального закону розподілу, коли на формування випадкових величин рН і СО32- впливають множинні незалежні фактори (температура повітря, розвиток синьо-зелених водоростей у літній період і ін.). Вибірка значень СО32- має нульову моду, тому що значення які перевищують 0 у природній воді фіксується при рН вищому 8,2 [6].
Основні статистичні характеристики кількісної мінливості варіаційних рядів свідчать про значну мінливість майже всіх компонентів хімічного складу й загальної мінералізації природної води оз. Сасик (табл. 3).
Варіанти вибірки загальної мінералізації води розподілилися в такий спосіб: 350—660 мг/дм3 — 1 значення; 660—970 — 3, 970—1280 — 8; 1280—1590 — 32; 1590—1900 — 48; 1900—2210 — 32; 2210—2520 — 18, 2520—2830 мг/л — 7; 2830-3140 — 3, 3140-3460 мг/дм3 — 3 значення.
Таблиця 3. Статистичні характеристики кількісної і якісної мінливості природної води оз. Сасик — с. Борисівка за 1986—2012 рр.
| Показники              | Середнє значення | Стандартна похибка | Стандартне відхилення | Мінімальне значення | Максимальне значення | Рівень надійності |
| СО3, мг/дм3            | 3,2              | 0,5                | 5,5                   | 0                   | 30                   | 0,967             |
| НСО3, мг/дм3           | 211,3            | 3,2                | 39,7                  | 158,0               | 315,0                | 6,240             |
| Cl, мг/дм3             | 521,5            | 11,9               | 149,7                 | 73,1                | 1002,0               | 23,521            |
| SO4, мл/дм3            | 515,1            | 14,5               | 182,5                 | 62,4                | 1096,0               | 28,623            |
| Ca, мг/дм3             | 72,7             | 1,3                | 15,9                  | 32,3                | 123                  | 2,499             |
| Mg, мг/дм3             | 89,3             | 1,7                | 21,3                  | 10,1                | 145                  | 3,339             |
| Na, мг/дм3             | 422,9            | 10,8               | 136,4                 | 68,0                | 868,0                | 21,43             |
| K, мг/дм3              | 9,8              | 0,4                | 2,8                   | 0,9                 | 16,0                 | 0,729             |
| Заг. мін., мг/дм3      | 1838,7           | 38,4               | 482,3                 | 366,9               | 3450                 | 75,786            |
| рН                     | 8,2              | 0,03               | 0,32                  | 6,9                 | 8,98                 | 0,052             |
| Жорсткість, мг-екв/дм3 | 11,0             | 0,18               | 2,3                   | 2,45                | 18,08                |                   |

За 1987—2012 рр. мінералізація води оз. Сасик змінювалась від 367 (01.07.92) до 3450 (12.10.87) мг/дм3.
За найменшою сумою іонів 367 (01.07.92), вода оз. Сасик належала до 1 класу, 1-ї категорії якості (дуже чистої серед прісних гіпогалинних), а за найвищим умістом 3450 (12.10.87) мг/дм3 — до 3 класу, 5-ї категорії якості (помірно забруднені серед β-мезогалинних). При цьому, 3,22 % проб мали мінералізацію до 1000 мг/дм3, 17,41 % — 1000—1500, 49,01 % — 1500—2000, 21,29 % — 2000—2500, 6,45 % — 2500-3000, 2,58 % проб — більше 3000 мг/дм3.
Середньоарифметичні значення загальної мінералізації води за різні коротші проміжки часу становили: 1983—1985 рр. — 1551,5 мг/дм3; 1986—1990 — 1993,9; 1991—1995 — 1798,7; 1996—2000 — 1713,7; 2001—2005 рр. — 1634,6; 2006—2012 — 1814,7 мг/дм3. Отже, найвищу мінералізацію води спостерігаємо в період 1986—1990 рр., а далі спостерігається поступове зниження мінералізації до 2005 р. і суттєве збільшення в 2006—2009 рр.
Уміст сульфатів у воді оз. Сасик коливався від 62,4 (01.07.92) до 1096 (12.10.87) мг/дм3. В одній пробі води з 155 уміст сульфатів був нижчим ГДК для водойм рибогосподарського призначення (100 мг/дм3), а в 45,8 % проб — перевищував ГДК для водойм побутово-господарського призначення [10].
Уміст хлоридів змінювався від 73,1 (01.07.92) до 1002 (12.10.87) мг/дм3. Лише 6,45 % проб води мали значення хлору нижчі за ГДК для водойм рибогосподарського призначення (300 мг/дм3) і 9,03 % проб — нижчі за ГДК для водойм господарсько-побутового призначення (350 мг/дм3).
Коливання гідрокарбонатів було найменшим від 116,4 (13.01.99) до 315 (13.04.87) мг/дм3. Середньоарифметичні значення концентрації аніонів за різні періоди досліджень подано у табл. 4.
Серед катіонів у воді оз. Сасик переважав натрій, його концентрація разом з калієм коливалась від 68 (01.07.92) до 868 (12.10.87) мг/дм3. При цьому лише 3,23 % проб води за умістом натрію були нижчими за ГДК для водойм господарсько-побутового (200 мг/дм3) і 0,6 % проб — за ГДК для водойм рибогосподарського призначення (120 мг/дм3).
Уміст магнію змінювався від 10,1 (01.07.92) до 145 (12.10.87) мг/дм3. Лише 1,94 % проб мали значення нижчі за ГДК для водойм рибогосподарського призначення (40 мг/дм3) і 2,58 % — ГДК для водойм господарсько-побутового призначення (50 мг/дм3). Як видно з табл. 3 навіть середньоарифметичні значення вмісту магнію й натрію у воді оз. Сасик майже у всі виділені періоди досліджень перевищують ГДК для водойм рибогосподарського призначення в 2 і 3,3 рази відповідно.
Таблиця 4. Зміна сольового складу води оз. Сасик — с. Борисівка
| Інгредієнти   | Середньоарифметичний уміст, мг/дм3 | Середньоарифметичний уміст, мг/дм3 | Середньоарифметичний уміст, мг/дм3 | Середньоарифметичний уміст, мг/дм3 | Середньоарифметичний уміст, мг/дм3 | Середньоарифметичний уміст, мг/дм3 | Середньоарифметичний уміст, мг/дм3 | Середньоарифметичний уміст, мг/дм3 |
| Інгредієнти   | 1966-1970                          | 1983-1985                          | 1986-1990                          | 1991-1995                          | 1996-2000                          | 2001-2005                          | 2006-2012                          | 1983-2012                          |
| СО3           | 22,5                               | 1,57                               | 4,96                               | 1,33                               | 1,84                               | 1,61                               | 1,67                               | 3,25                               |
| НСО3          | 194,6                              | 141,6                              | 198,3                              | 236                                | 233                                | 204,4                              | 216,90                             | 211,60                             |
| SO4           | 1364,4                             | 460,8                              | 597,6                              | 465,7                              | 432,0                              | 443,7                              | 481,40                             | 512,00                             |
| Cl            | 7790,3                             | 427,9                              | 549,9                              | 490,6                              | 491,5                              | 468,8                              | 493,3                              | 510,00                             |
| Ca            | 224,1                              | 59,7                               | 77,7                               | 74,1                               | 70,1                               | 64,9                               | 67,8                               | 72,2                               |
| Mg            | 592,2                              | 68,4                               | 93,6                               | 87,5                               | 80,1                               | 94,1                               | 88,4                               | 89,5                               |
| Na + К        | 4313                               | 367,2                              | 462,6                              | 401,1                              | 406,3                              | 358,3                              | 399,6                              | 413,7                              |
| К             | 181,4                              | 10,5                               | 10,2                               | 9,6                                | 9,5                                | 9,6                                | 7,8                                | 9,7                                |
| Мінералізація | 14682,5                            | 1551,5                             | 1979,9                             | 1748,1                             | 1713,3                             | 1634,6                             | 1751,7                             | 1814,7                             |
| Жорсткість    | 59,9                               | 8,6                                | 11,9                               | 10,9                               | 10                                 | 11,1                               | 10,66                              | 10,95                              |

Концентрація кальцію мала менші коливання ніж вищеназвані катіони, й змінювалася від 32,3 (01.07.92) до 123 (12.10.87) мг/дм3, що не перевищувало ГДК для водойм рибогосподарського призначення.
За середньоарифметичними значеннями вода оз. Сасик в 1987—2012 рр. належала до солонуватої β-мезогалинної. За іонним складом — до хлоридного класу, натрієвої групи, першого типу, що відповідає співвідношенню: НСО3< Ca2+ +Mg2+ < HCO3- + SO42- . [1]
За середньоарифметичними показниками мінералізації вода оз. Сасик у 1986—2012 рр. відносилася до 2 класу, 2-ї категорії якості серед солонуватих β-мезогалинних (добрі, чисті).
За вмістом хлоридів і забрудненням компонентами сольового складу вода озера Сасик у 1986—2012 рр. відносилася [до 2 класу, 3 категорії якості] (досить чисті), а за вмістом сульфатів — до 2 класу, 2 категорії якості (дуже добрі, чисті) у всі періоди досліджень.
Жорсткість води оз. Сасик змінювалась від 2,45 (01.07.92) до 22,69 (12.10.87) мг-екв/дм3, а середньоарифметичні значення за менш короткі проміжки часу — від 9,99 до 11,93 мг-екв/дм3, тобто вода непридатна для комунального водопостачання.

## Оцінювання якості води за еколого-санітарними показниками.
До трофо-сапробіологічних показників якості води відносяться: температура, жорсткість, зважені частки, рН, уміст кисню і насичення ним води, концентрація NH4, NO2, NO3, PO4, перманганатна й біхроматна окиснюваність, біологічне споживання кисню протягом п'яти діб, хімічне споживання кисню.
У воді оз. Сасик уміст зважених часток змінювався від 6,8 (06.07.2000) до 745 (14.10.92) мг/дм3. При цьому лише 12,5 % проб мали значення вмісту завислих речовин нижчі за ГДК (20 мг/дм3). За середньоарифметичними значеннями умісту зважених часток вода у періоди 1986—1990 і 1996—2005 рр. відносилася до 3 класу 5-ї категорії якості (помірно-забруднена), в період 1991—1995 та 2006—2012 рр. — до 5 класу, 7-ї категорії якості (дуже брудна) [10]. Мілководність Сасику, значні об'єми накопичених донних відкладів, вітро-хвильова діяльність обумовлює значну каламутність води (прозорість за диском Секкі у водоймі рідко перевищує 0,2 м).
За прозорістю вода оз. Сасик у 1987—2000 рр. відносилася до 4 класу 6-ї категорії якості (брудна), а в 2001—2012 рр. — до 5 класу 7-ї категорії якості (дуже брудна).
Вода оз. Сасик мала величину рН від 6,9 (10.07.2003) до 8,95 (19.06.1989), тобто за весь період досліджень реакція води змінювалась від нейтральної до середньолужної. В 51,65 % проб води рН перевищувала 8,2, що свідчить про наявність у її складі соди, яка викликає натрієве осолонцювання зрошуваних ґрунтів. Отже, вода озера загрозлива для осолонцювання зрошуваних ґрунтів не тільки за надмірного вмісту натрію й магнію, а й наявності соди.
За середніми значеннями величини рН вода озера у 1986—1995 рр. належала до 3 класу 4-ї категорії якості (задовільна), у 1996—2012 рр. — до 2 класу 3-ї категорії якості (добра) й характеризувалася у всі періоди досліджень як середньо лужна (табл. 5).
Таблиця 5. Зміна еколого-санітарних показників води озера Сасик у часі
| Інгредієнти        | Період досліджень | Період досліджень | Період досліджень | Період досліджень | Період досліджень |
| Інгредієнти        | 1986—1990         | 1991—1995         | 1996—2000         | 2001—2005         | 2006—2012         |
| рН, од             | 8,3               | 8,2               | 8,1               | 8,0               | 8,11              |
| NO2, мг/дм3        | 0,046             | 0,028             | 0,026             | 0,049             | 0,018             |
| NO3, мг/дм3        | 0,833             | 1,59              | 0,467             | 0,481             | 0,553             |
| NH4, мг/дм3        | 0,059             | 0,153             | 0,197             | 0,284             | 0,26              |
| N заг, мг/дм3      | 0,94              | 1,77              | 0,69              | 0,813             | 0,816             |
| О2, мгО2/дм3       | 10,7              | 9,1               | 8,6               | 9,1               | 8,89              |
| % насичення О2     | 88,17             | 83,00             | 78,84             | 80,94             | 81,2              |
| СО2, мг/дм3        | 5,0               | 4,7               | 3,4               | 5,4               | 5,93              |
| Прозорість, см     | 29,3              | 29,91             | 24,0              | 18,7              | 11,14             |
| Кольоровість       | 13,9              | 17,4              | 19,0              | 21,9              | 10,91             |
| Зваж. реч., мг/дм3 | 50,0              | 114,9             | 43,2              | 44,0              | 148,2             |
| ПО, мгО/дм3        |                   | 5,7               | 4,59              | 7,5               | 6,65              |
| БО, мгО/дм3        | 13,8              | 21,8              | 16,1              | 36,2              | 30,3              |
| БСК5, мгО2/дм3     | 2,99              | 2,84              | 2,35              | 3,98              | 5,5               |
| РО4, мг/дм3        | 0,2               | 0,1               | 0,08              | 0,05              | 0,06              |
| Р, заг. мг/дм3     | 0,22              | 0,2               | 0,1               | 0,1               | 0,12              |
| Si, мг/дм3         | 1,9               | 1,1               | 2,2               | 2,8               | 2,77              |
| ІЗВ                | 1,737             | 1,577             | 1,325             | 1,747             | 1,696             |

У воді оз. Сасик уміст азоту аміаку змінювався від 0 (10 % проб) до 0,8 (17.05.2011) мг/дм3. В 11,88 % проб уміст NH4 перевищував ГДК для водойм рибогосподарського призначення (0,39 мг/дм3), в 21,88 % проб — граничну межу 3 категорії екологічної оцінки (0,3 мг/дм3). При цьому 12,87 % проб відносились до 4 категорії якості (слабко забруднені), 8,91 % проб — до 5 категорії якості (помірно забруднені). За середньоарифметичними значеннями вмісту азоту аміаку вода озера Сасик у 1986—1990 рр. відносилась до 1 класу, 1 категорії якості (дуже чиста), в 1991—1995 рр. — до 2 категорії якості (чиста), в 1996—2012 рр. — до 2 класу 3 категорії якості (досить чиста)[10].
Аміак є кінцевим неорганічним продуктом складного процесу мінералізації органічних речовин, які містять азот. Іони амонію засвоюються рослинами при фотосинтезі й окислюються в нітрити й нітрати. Нітрити в свою чергу є найтоксичнішою сполукою, що містить азот.
Концентрація NO2 в оз. Сасик змінювалась від 0 (13.10.88,10.07.91) до 0,19 (11.01.2001) мг/дм3. В 44,4 % проб уміст нітритів перевищував ГДК для водойм рибогосподарського призначення, в 76,8 % проб — граничну межу 3 категорії екологічної оцінки, тобто всі ці проби є як мінімум слабко забрудненими, а 4,0 % проб є дуже брудними. За середньоарифметичними значеннями вмісту нітритів вода озера у 1986—2005 рр. відносилася до 3 класу 5 категорії якості (помірно забруднена), а в 2006—2012 рр. — до 3 класу, 4 категорії якості (слабко забруднена)[10].
В оз. Сасик концентрація NO3 змінювалась від 0 (13.10.88) до 10,7 (10.01.91) мг/дм3. У 2 % проб уміст нітратів перевищував ГДК для водойм рибогосподарського при значення (9 мг/дм3), в 33,66 % проб — граничну межу 3 категорії екологічної оцінки (0,5 мг/дм3). За середньоарифметичними значеннями вмісту нітратів вода озера у 1987—1990 відносилася до 3 класу 5 категорії якості (помірно забруднена), в 1991—1995 рр. — до 4 класу 6 категорії (брудна) 1996—2005 рр. до 3 категорії якості (досить чистою), а в 2006—2012 рр. — до 3 класу 4 категорії якості (слабо забруднена).
У воді оз. Сасик концентрація фосфатів змінювалась від 0,005 (15.01.1998, 11.01.2007) до 2,9 (17.05.1990) мг/дм3. ГДК для водойм рибогосподарського призначення не встановлено, а для господарсько-побутового призначення 3,5 мг/дм3. В 54,16 % проб уміст фосфатів перевищував граничну межу 3 категорії екологічної оцінки (0,05 мг/дм5). За середньоарифметичними значеннями вмісту фосфатів вода озера у 1986—1990 рр. відносилася до 5 категорії якості (помірно забруднена), у 1991—1995 рр. — до 4 категорія якості (слабо забруднена), в 1996—2012 рр. — до 3 категорії якості (досить чиста).
У воді оз. Сасик уміст кисню змінювався від 2,7 (21.08.2010) до 14,8 (10.02.1987) мгО2/дм3, а насичення від 17 до 114 %. Лише 1 % проб води мав насичення киснем менше ГДК для водойм рибогосподарського призначення. За середньоарифметичними значеннями насичення киснем вода в 1986—1995 та 2001—2012 рр. належала до 2 класу 3 категорії якості (досить чиста), в 1996—2000 рр. — до 3 класу 4 категорії якості (слабко забруднена).
В оз. Сасик перманганатна окиснюваність води змінювалась від 2,4 (14.01.92) до 30,7 (15.01.98) мгО/дм3. По 2,8 % проб води оз. Сасик за перманганатною окиснюваністю дуже забруднені (> 20 мгО/дм3) й брудні (15-20 мгО/дм3), а 15,3 % проб — помірно забруднені (10-15 мгО/дм3) органічними речовинами. За середньоарифметичними значеннями вода в 1991—1995 та 2001—2012 рр. належала 3 категорії якості, а в 1996—2000 рр. — до 2.
Біхроматна окиснюваність змінювалась від 3,19 (14.04.98) до 78,9 (10.07.2002) мгО/дм3. При цьому, 12,33 % проб води озера були дуже забрудненими органічними речовинами, 13,69 % — забрудненими, 6,85 % проб — помірно забрудненими. За середньоарифметичними значеннями забруднення органічними речовинами вода озера в 1986—1990 рр. належала до 2 категорії якості, 1991—2000 рр. — до 3, в 2001—2012 рр. — до 5 категорії якості.
Біологічне споживання кисню протягом п'яти діб з води оз. Сасик змінювалось від 0,43 (15.04.99) до 26,2 (17.05.2011) мгО/дм3. В 54,45 % проб БСК5 перевищувало ГДК для водойм господарсько-побутового призначення (3 мгО/дм3). За середньоарифметичними значеннями біологічного споживання кисню протягом п'яти діб вода в 1986—2005 рр. належала 3 класу 4 категорії (слабо забруднена), а в 2006—2012 рр. — до 3 класу 5 категорії якості (помірно забруднена органічними речовинами).
Хімічне споживання кисню у воді оз. Сасик змінювався від 24,4 (28.03.2010) до 115 (13.04.2004) мгО/дм3, а середнє значення в 2001—2005 рр. становило 60,06, в 2006—2012 р. — 49,75 мгО/дм3. ГДК для водойм господарсько-побутового призначення 15 мгО/дм3, гранична межа 3 категорії екологічної оцінки — 25 мгО/дм3.

## Оцінка якості води за специфічними показниками токсичної дії.
Вміст у природній воді річок нафтопродуктів, фенолів, СПАР, фторидів, ціанідів, пестицидів, важких металів та радіоактивності відноситься до специфічних показників токсичної й радіаційної дії.
Вміст нафтопродуктів у воді оз. Сасик змінювався від 0 (31,25 % проб) до 0,62 (10.10.91) мг/дм3. В 43,75 % проб води уміст НП перевищує ГДК для водойм рибогосподарського призначення й граничну межу 3 категорії екологічної оцінки (0,05 мг/дм3), а 5,2 % проб є дуже брудними (7 категорія якості). За середньоарифметичними значеннями вода озера в 1986—1990, 1996—2000 рр. належала до 3 класу, 4 категорії якості (слабко забруднена), в 1991—1995 рр. — до 6 категорії якості (брудна), в 2001—2012 рр. — до 2 категорії якості (чиста, табл. 6).
Таблиця 6. Зміна специфічних показників токсичної дії у воді оз. Сасик у часі, мг/дм3
| Інгредієнти | Сасик — Борисівка | Сасик — Борисівка | Сасик — Борисівка | Сасик — Борисівка | Сасик — Борисівка |
| Інгредієнти | 1986—1990         | 1991—1995         | 1996—2000         | 2001—2005         | 2006—2012         |
| НП          | 0,054             | 0,29              | 0,056             | 0,019             | 0,018             |
| СПАР        | 0,015             | 0,033             | 0,017             | 0,016             | 0,038             |
| Феноли      | 0,00521           | 0,00525           | 0,00475           | 0,00442           | 0,00261           |
| F           | 0,367             | 0,37              | 0,395             | 0,501             | 0,488             |
| α-ГХЦГ      | 0, 0000078        | 0,00000013        | 0,00000011        | 0                 | 0,000003          |
| ДДТ         | 5,58333E-06       | 0,000000043       | 0                 | 0                 | 0,000006          |
| ДДЕ         | 0,0000031         | 0,00002125        | 0                 | 0,000000128       | 0,000004          |
| Hg          | 0,00038           | 0,00032           | 0,00039           | 0,00044           | 0,00049           |
| Cu          | 0,00111           | 0,00092           | 0,00233           | 0,0032            | 0,006             |
| Zn          | 0,00975           | 0,00226           | 0,00333           | 0,0037            | 0,0049            |
| Fe          | 0,14              | 0,127             | 0,096             | 0,187             | 0,36              |
| Cr6+        | 0,00058           | 0,00085           | 0,00473           | 0,00426           | 0,0099            |

Вміст у воді оз. Сасик СПАР змінювався від 0 (34,67 % проб) до 0,08 (11.07.2007, 11.10.2007. 13.07.2010) мг/дм3. За середньоарифметичними показниками вода в 1986—1990, 1996—2005 рр. належала до 3 категорії якості, а в 1991—1995 та 2006—2012 рр. — до 4 категорії якості екологічної оцінки[10].
Концентрація фенолів у воді озера змінювалася від 0 (13.01.2009, 12.01.2010) до 0,009 (12.01.1989) мг/дм3. У 87,1 % проб уміст фенолів перевищував ГДК для водойм рибогосподарського призначення й граничну межу 3 категорії екологічної оцінки (0,001 мг/дм3), що свідчить не про одинокі, а регулярні забруднення води цими речовинами. За середньоарифметичними значеннями вмісту фенолів вода оз. Сасик в 1986—1995 рр. відносилася до 6 категорії якості (брудна), в 1996—2012 рр. — до 5 (помірно забруднена). Варто відмітити, що уміст фенолів у воді Дунаю є вищим, ніж в озері й зменшення водообміну між озером Сасик та Дунаєм після 1995 р. сприяє зниженню їх вмісту[7].
Уміст фторидів у воді оз. Сасик змінювався від 0,28 (10.01.1990, 11.07.1994) до 0,62 (15.10.2009) мг/дм3, тобто жодна з проб не перевищувала ГДК для водойм рибогосподарського призначення (1,5 мг/дм3), але в усіх пробах уміст був вищим за граничний рівень 3 категорії екологічної оцінки (0,15 мг/дм3). 27,6 % проб води оз. Сасик мали значення вищі за 0,5 мг/дм3 (брудні, 6 категорія якості), а ін. 72,4 % проб відносилися до помірно брудних (5 категорія якості). За середнім умістом фторидів вода Сасику у всі періоди досліджень відносилася до 5 категорії якості (помірно забруднена).
Сумарний вміст хлор органічних пестицидів (α-ГХЦГ, γ-ГХЦГ, ДДТ, ДДЕ й ін.) у воді оз. Сасик змінювався від 0 до 0,09 мг/дм3. За умістом пестицидів вода озера в найгірших поодиноких випадках належала до 5 категорії якості (помірно забруднена), в переважній більшості проб — була чистою. В поодиноких випадках у воді виявляли вміст трефлану і гексахлорану.
Вміст цинку у воді Сасику змінювався від 0 (09.10.1990, 14.01.1992, 25.09.1995) до 0,054 (12.01.1988) мг/дм3. У 5 % проб уміст цинку перевищував ГДК для водойм рибогосподарського призначення. За середнім умістом цинку вода в озері Сасик в 1986—1990 рр. належала до 3-ї категорії якості, в 1991—2012 рр. — до 2 категорії якості[10].
Вміст Cr6+ у воді змінювався від 0 (32 % проб) до 0,024 (10.07.2008) мг/дм3. В 63,88 % проб уміст хрому перевищував ГДК для водойм рибогосподарського призначення. Отже, забруднення Cr6+ носять системний характер і є значними.
Концентрація заліза загального у воді оз. Сасик змінювалася від 0 (15,1 % проб) до 0,9 (13.10.1994) мг/дм3. В 37,2 % проб уміст заліза перевищував ГДК для водойм рибогосподарського призначення й граничну межу 3 категорії екологічної оцінки (0,1 мг/дм3), тобто всі ці проби забруднені. За середнім вмістом заліза загального вода озера в 1986—1995 та 2001—2012 рр. належала до 4 категорії якості, в 1996—2000 рр. — до 3 категорії якості.
Вміст міді у воді озера змінювався від 0 (04.07.1988, 17.05.1990, 18.10.1996) до 0,1 (05.04.1989, 17.04.1989) мг/дм3. В 40,5 % проб уміст міді у воді озера Сасик перевищував ГДК для водойм рибогосподарського призначення (0,001 мг/дм3) і в 23,8 % проб — граничну межу 3 категорії екологічної оцінки (0,002 мг/дм3). За середніми значеннями вода озера в 1986—1990 рр. відносилася до 2 категорії якості, в 1991—1995 — до 1, в 1996—2012 рр. — до 4 [10].
Індекс забруднення води змінювався від 0,307 (13.03.2010) до 7,93 (21.08.2010). За величиною розрахованих ІЗВ вода оз. Сасик у всі періоди досліджень оцінюється як помірно забруднена й знаходиться під значним антропогенним впливом, рівень якого близький до межі стійкості екосистеми.

## Іригаційна оцінка якості води
Величина загальної мінералізації, відсотковий вміст головних іонів, наявність токсикантів, забруднювачів — це ті головні показники, які визначають можливість використання води для зрошення. Саме на загальній мінералізації й співвідношенні катіонів, а в Стеблера й аніонів базується більшість методик оцінки якості поливної води.
За державним стандартом України (ДСТУ 2730-94) концентрація токсичних іонів в еквівалентах хлору у воді оз. Сасик протягом всього періоду досліджень змінювалася від 5,49 (15.04.1993) до 30,46 (12.10.1987), а середні значення у вегетаційний період становили 15,25, у міжвегетаційний — 16,44. Отже, вода відноситься до другого класу (обмежено придатна для зрошення) може викликати вторинне засолення ґрунтів[4].
За величиною рН більшою 8 та наявністю соди вода також непридатна для зрошення чорноземних лужних ґрунтів, бо здатна викликати підлуження ґрунтів. В 42,8 % проб уміст хлору перевищує граничні значення (до 15 мг-екв/дм3) для 2 класу води. Тобто, вода з високим умістом хлору токсично діятиме на рослини. Цьому сприятиме й наявність соди.
За методикою Можейко й Воротнік[8], вода придунайських озер за співвідношенням суми натрію та калію до суми всіх катіонів обмежено придатна для зрошення. Але ця методика мало придатна для умов України, хоч і закладена в державний стандарт на поливну воду[4].
Таблиця 7. Оцінювання якості води оз. Сасик за іригаційними показниками у різні періоди
| Показники оцінювання | 1966—1970 | 1983—1985 | 1986—1990 | 1991—1995 | 1996—2000 | 2001—2005 | 2006—2012 |
| Na/Ca                | 16,9      | 4,81      | 5,04      | 4,46      | 4,90      | 4,80      | 4,92      |
| Na/Ca+Mg             | 3,2       | 1,44      | 1,69      | 1,58      | 1,69      | 1,39      | 1,58      |
| Сума К+А/Ca+Mg       | 8,55      | 4,90      | 5,42      | 5,15      | 5,34      | 4,77      | 5,17      |
| (Mg/Ca+Mg)*100       | 81,10     | 70,0      | 66,0      | 63,83     | 64,86     | 70,26     | 67,75     |
| SAR                  | 48,88     | 9,55      | 11,43     | 10,14     | 10,64     | 9,09      | 10,40     |
| HCO3-Ca              | -8,01     | 0,05      | -0,63     | 0,16      | 0,32      | 0,10      | 0,03      |
| Na+К/Ca+Mg+Na+K*100  | 74,08     | 57,74     | 61,83     | 58,59     | 62,43     | 57,50     | 60,38     |
| Екв. Cl              | 233,8     | 19,25     | 17,92     | 14,51     | 14,58     | 13,90     | 15,53     |

За виконаною іригаційною оцінкою за методикою Буданова[2], вода в придунайських озерах не придатна для зрошення. Сума всіх речовин хімічного складу мг-екв/дм3 поділена на величину жорсткості (Са2+ + Mg2+) у всі періоди досліджень перевищувала 4 (гранична межа для середньо- і важкосуглинкових ґрунтів, (табл. 7). Вода буде викликати засолення ґрунтів.
В оз. Сасик співвідношення Na/Ca змінювалось від 1,83 (1.07.1992) до 7,59 (21.04.1989) мг/дм3. при тому, що мало б бути не більше одиниці, а співвідношення Na/Ca+Mg також перевищувало допустиму величину у всіх пробах і змінювалось від 0,73 (15.04.1993) до 2,58 (11.11.1989) за допустимого 0,7. Отже, виконана іригаційна оцінка якості води оз. Сасик за методикою Буданова (яка найбільш підходить для умов України) свідчить про можливість засолення й осолонцювання зрошуваних ґрунтів як за натрієм так, і за магнієм.
Важливим критерієм є оцінювання якості води для зрошення є вміст у ній магнію за методикою Сабольча й Дараб, який негативно діє на ґрунти при його вмісті в поливній воді понад 50 % від суми кальцію і магнію. За цією методикою (табл. 7) вода оз. Сасик також непридатна для зрошення й викликатиме магнієве осолонцювання зрошуваних ґрунтів.
За методикою Департаменту сільського господарства США вода озера Сасик сильно лужна з високою небезпекою підлуження й осолонцювання. Лише 15 % проб води мають значення SAR нижче 8. Всі інші небезпечні для натрієвого осолонцювання ґрунтів[13]. Отже, за більшістю методів іригаційної оцінки вода оз. Сасик непридатна для зрошення, вимагає перед поливом насичення кальцієвими солями, зниження лужності й ліквідації соди та розбавлення прісною водою[5].

## Висновки
Гідрологічний режим Сасику (інтенсивність водообміну) — обсяги надходження вод р. Дунай каналом Дунай-Сасик, стік річок Когильник і Сарата, об'єми води на зрошення та скид у море. Нормальний підпертий рівень Сасику 0,2 мБС при об'ємі 500,0 млн м³.
Середній багаторічний стік води річок, що впадають в Сасик, з басейну Когильника — 44,5 млн м3, Сарати — 11,4 млн м3, що в сумі становить близько 11,2 % від наповнення. Сасик є слабко проточною водоймою, річний коефіцієнт водообміну коливається в межах 1,5-2,5.
Річки, що впадають в Сасик, підвищують його мінералізацію й забруднюють сольовий склад. Мінералізація води Когильника 1063-6336 мг/дм3, а концентрація токсичних іонів натрію, магнію, хлору та сульфатів відповідно досягала 1272, 370, 1400 та 2765 мг/дм3. Тотожну за хімічним складом, але дещо вищу за мінералізацією воду приносить в озеро річка Сарата (до 9758 мг/дм3).
Мінералізація води оз. Сасик в період 1986—2012 рр. змінювалась від 367 до 3450 мг/дм3, належала до солонуватої β-мезогалинної. Середньорічні значення мінералізації перевищували ГДК для водойм рибогосподарського призначення й зрошення. За іонним складом вода відносилася до хлоридного класу, натрієвої групи, першого типу.
Вміст сульфатів у воді оз. Сасик змінювався від 62,4 до 1096 мг/дм3. Лише в одній пробі води з 155 уміст сульфатів був нижчим за ГДК для водойм рибогосподарського призначення, а в 45,8 % проб — перевищував ГДК для водойм побутово-господарського призначення. Вміст хлору в 93,55 % проб, натрію в 99,4 %, магнію в 98,06 % проб води озера був вищим за ГДК для водойм рибогосподарського призначення.
Вода оз. Сасик за період досліджень була забрудненою за умістом зважених часток, нітритів, азоту аміаку, фосфатів, органічних речовин. Вода озера була забрудненою й специфічними токсичними речовинами — СПАР, фенолами, фторидами, нафтопродуктами, важкими металами. За величиною розрахованих ІЗВ вода оз. Сасик у всі періоди досліджень оцінюється як помірно забруднена й перебуває під значним антропогенним впливом, рівень якого близький до межі стійкості екосистеми. За більшістю методів іригаційної оцінки вода оз. Сасик непридатна для зрошення, вимагає перед поливом насичення кальцієвими солями, зниження лужності й ліквідації соди та розбавлення прісною водою.
Разом із непривабливими висновками окремих науковців стосовно стану водойми рибогосподарського призначення, процес зариблення озера Сасик здійснюється щорічно та в досить суттєвих обсягах. Так, в листопаді 2021 року, тільки у Татарбунарській ОТГ в озеро Сасик заселили 1,271 мільйонів мальків коропа та товстолобика загальною вагою 35 т. Контроль процесу зариблення здійснювався комісією, до складу якої входили представники Чорноморського рибоохоронного патруля та Державної екологічної інспекції Південно-Західного округу (Миколаївська та Одеська області).